# Gunnar Göthberg
Gunnar Göthberg, född 1953, är en svensk barnkirurg och författare som bland annat gjort sig känd för sitt arbete mot omskärelse av barn. 2011 belönades han med Hedeniuspriset som ges ut av förbundet Humanisterna. Han är medförfattare till kurslitteratur om barnkirurgi. 